# Municipio de Cornish (condado de Sibley)
El municipio de Cornish (en inglés: Cornish Township) es un municipio ubicado en el condado de Sibley en el estado estadounidense de Minnesota. En el año 2010 tenía una población de 243 habitantes y una densidad poblacional de 2,64 personas por km².

## Geografía
El municipio de Cornish se encuentra ubicado en las coordenadas 44°29′47″N 94°25′15″O / 44.49639, -94.42083. Según la Oficina del Censo de los Estados Unidos, el municipio tiene una superficie total de 92.22 km², de la cual 91,92 km² corresponden a tierra firme y (0,32 %) 0,29 km² es agua.

## Demografía
Según el censo de 2010, había 243 personas residiendo en el municipio de Cornish. La densidad de población era de 2,64 hab./km². De los 243 habitantes, el municipio de Cornish estaba compuesto por el 100 % blancos. Del total de la población el 1,65 % eran hispanos o latinos de cualquier raza.